# Aphaenogaster syriaca
Aphaenogaster syriaca é uma espécie de inseto do gênero Aphaenogaster, pertencente à família Formicidae.

## Taxonomia
A. syriaca foi descrita pelo entomólogo Carlo Emery em 1908. Fora a subespécie nominotípica (A. s. syriaca), o GBIF reconhece uma outra subespécie como válida: A. s. schmitzi, descrita por Forel em 1910.